# Polyomavirus
Polyomavirus és un gènere de virus que és l'únic dins la família Polyomaviridae. El nom deriva del grec i es refereix a la capacitat de produir molts tumors (Poli-oma). El polyomavirus murí va ser el primer polyomavirus que va ser descobert pel viròleg Ludwik Gross el 1953. Posteriorment, s'han descobert molts polyomavirus que infecten diferents espècies d'aus o de mamífers. Els Polyomavirus s'han estudiat molt pel seu paper com a virus causants de tumors en humans i altres animals, portant a descobriments importants en carcinogènesi, en replicació d'ADN i processament de proteïnes. No obstant això, encara molts aspectes del comportament d'aquests virus són motiu de controvèrsia.
Els Polyomaviruses són virus d'ADN bicatenaris de mida petita (40-50 nanòmetres de diàmetre), en forma d'icosàedre i que no tenen embolcall de lipoproteïna. Són potencialment oncogènics (poden causar un tumor cancerós), tenen la capacitat d'afectar cèl·lules de naturalesa molt dispar i sovint persisteixen en l'hoste com una infecció latent.
El gènere Polyomavirus era un dels dos gèneres de la família, ja obsoleta, Papovaviridae (l'altre gènere era Papillomavirus el qual està ara assignat a la família Papillomaviridae).

## Classificació
Els Polyomavirus estan dividits en tres clades (grups principals genèticament relacionats) de característiques diverses i amb soques de virulència molt dispar: el clade SV40, el clade de les aus i el clade dels rosegadors múrids.

## Polyomavirus humans
S'han trobat catorze polyomavirus que infectan els humans. Quatre d'ells (JC virus, BK virus, KI virus i WU virus) estan estretament relacionats amb infeccions per SV40 i es difícil diferenciar la seva patogènia de la d'aquest. El polyomavirus de les cèl·lules de Merkel (MCV) és altament divergent dels altres i manté semblances amb els polyomavirus dels múrids. Ha estat demostrada l'existència d'un vincle causal entre la infecció pel MCV i el desenvolupament del carcinoma homònim. El virus WU, anomenat també polyomavirus humà 4, s'ha identificat en mostres provinents de persones amb infeccions respiratòries agudes.
- El JC virus (virus John Cunningham) pot infectar el sistema respiratori, ronyó, o cervell. Té un alt neurotropisme (afinitat pel teixit nerviós) i és l'agent causal de la leucoencefalopatia multifocal progressiva,[42][43] una patologia oportunista desmielinitzant que -ara per ara- no té cap tractament efectiu[44] caracteritzada per la lisi infecciosa de les cèl·lules glials.[45] Les evidències sobre el seu paper en la formació de tumors no es consideren prou concloents.[46]

- El BK virus (inicials del malalt trasplantat renal en el que fou aïllat aquest virus per primera vegada l'any 1971)[47] o VBK produeix una infecció respiratòria suau i pot afectar els ronyons dels trasplantats immunodeprimits,[48] provocant una nefropatia de gravetat variable.[49][50] També ha estat detectat en receptors de trasplantaments cardíacs (virúria en un 19% dels casos i virèmia en un 5%) i de pulmó.[51] S'han descrit nefropaties per VBK després de trasplantaments autòlegs de cèl·lules mare.[52] És considerat un virus potencialment cancerigen i se sap que roman latent al tracte urogenital,[53][54] però es desconeix a hores d'ara si actua de forma directa o com a factor coadjuvant en determinats processos neoplàsics.[55] Ocasionalment, s'aïlla en mostres neurològiques.[56][57]

S'ha vist per exemple que als Estats Units el ~80% de la població té anticossos d'aquests dos virus per haver-ne estat en contacte. La coexistència de múltiples polyomavirus en un mateix hoste és un fet possible.